# Margareta Almling
Karin Margareta Almling, född Kriström den 20 augusti 1921 i Stockholm, död 27 juni 2020 i Sankt Johannes distrikt, Stockholm, var en svensk jurist och högskoledirektör för Karolinska institutet. Hon gifte sig 1946 med Sten Almling.
Hon studerade vid Stockholms högskola och blev 1947 juris kandidat. Hon tjänstgjorde från 1943 vid Länsstyrelsen i Kopparbergs län, 1945 vid Georg Stiernstedts advokatbyrå, 1946–1947 vid Stockholms rådhusrätt, 1947–1949 vid nedre justitierevisionen, 1950–1951 vid Statistiska centralbyrån, 1951–1964 vid Ecklesiastikdepartementet och från 1964 vid Karolinska institutet, där hon 1965 blev förvaltningschef och 1978–1985 var högskoledirektör.